# Bactrocera usitata
Bactrocera usitata är en tvåvingeart som beskrevs av Drew och Albany Hancock 1994. Bactrocera usitata ingår i släktet Bactrocera och familjen borrflugor. Inga underarter finns listade.